# S. Cofré
S. Cofré est une astronome de l'université du Chili.
Elle a codécouvert 11 astéroïdes avec Carlos Torres depuis la station astronomique du Cerro El Roble.
| Tous avec Carlos Torres |                 |
| (1973) Colocolo         | 18 juillet 1968 |
| (1974) Caupolican       | 18 juillet 1968 |
| (1992) Galvarino        | 18 juillet 1968 |
| (2028) Janequeo         | 18 juillet 1968 |
| (2654) Ristenpart       | 18 juillet 1968 |
| (4878) Gilhutton        | 18 juillet 1968 |
| (5659) Vergara          | 18 juillet 1968 |
| (8605) 1968 OH          | 18 juillet 1968 |
| (17350) 1968 OJ         | 18 juillet 1968 |
| (27655) 1968 OK         | 18 juillet 1968 |
| (43722) Carloseduardo   | 18 juillet 1968 |